# آنگول (هند)
آنگول (به انگلیسی: Angul) یک شهرک و شهرداری در هند است که در بخش آنگول واقع شده‌است. آنگول ۴۴٬۳۹۰ نفر جمعیت دارد.